# Mario Grasso

Mario Grasso (etwa 1988)

Mario Grasso (* 12. September 1941 in Mailand; † 14. Februar 2018 in Bettmeralp) war ein Schweizer Illustrator, Designer und Autor. Er besaß auch die italienische Staatsbürgerschaft. Grasso arbeitet als Illustrator, vornehmlich für Bilder- und Kinderbücher.

## Leben
Mario Grasso lebte seit 1950 in Basel und wohnte seit 2013 auf der Bettmeralp (CH Oberwallis) nahe dem Aletschgletscher. Vier Jahre lang arbeitete er als Lithograph, parallel dazu besuchte er die Kunstgewerbeschule in Basel. Seit 1969 arbeitete er als freischaffender Texter, Illustrator, Designer und Autor. Bisher sind rund 50 von Mario Grasso illustrierte Bücher erschienen. Seit Beginn des Jahrtausends lag der Schwerpunkt seiner Arbeiten auf der Illustration von Klassikern der Kinder und Jugendliteratur.
Prägend für Mario Grassos späteren Illustrationsstil sind frühkindliche Förderung durch die Mutter und Großmutter, Einflüsse des Rudolf Steiner-Kindergartens und der Montessori-Schule in Mailand. Die gezeichneten Bildgeschichten des Zeichners Antonio Rubino erschienen im Corriere dei piccoli, der Kinderbeilage der bekannten italienischen Tageszeitung Corriere della Sera. Hier gewann er Anregungen für sein späteres Gesamtschaffen, wo er Unterhaltsames mit Spielerischem verband.
Die Übersiedlung mit acht Jahren nach Basel und der Eintritt in eine deutschsprachige Schule lieferten Impulse für ganze Buch- und Bilderbuchgruppen, die Mehrdeutigkeit und oft lustigen Hintersinn der Sprache und bestimmter Benennungen in Wort und Bild auszudrücken. Leben und Wirken zwischen zwei Idiomen und dazu das Experimentieren mit spielerischen Falz-, Dreh- und Umkehr-Effekten erweiterten während der 1980er Jahre, vor allem in Arbeiten des Programms Beltz & Gelberg, Weinheim, und bei Otto Maier, Ravensburg, herkömmliche Ausstattungen der Kinderlektüre.
Auch seine Arbeiten für Erwachsene, Textil-Entwürfe, Porzellan-Design, Briefmarken, Spielkarten, Anamorphosen-Goldtassen für Nestlé und Ausstattungen für Niederegger-Marzipan waren von dieser Neigung geprägt. Gerade diese Produktionen erfuhren neben Übersetzungen seiner Bilder- und Kinderbücher weltweite Verbreitung. In Bühnenbildern, satirischen Cartoons (Kinderseite des stern Magazins) und Comics für Tageszeitungen, Zeitschriften, Kalendern und der Konzeption für Ausstellungen eröffneten sich ihm weitere Betätigungsfelder. Aufträge und Arbeiten für UNICEF, UNESCO, WWF und für die Marken beziehungsweise Firmen Fogal, Rosenthal und Porzellanfabrik Langenthal.
Seit Ende der 80er Jahre bis 2009 erschienen drei in mehreren Sprachen übersetzte Brettspielbücher mit reich bebilderten Spielvorschlägen, tradierten und neu erfundenen. Experimentelle Bilder- und ins Bild gesetzte Kochbücher gelangten auch in die Fernsehprogramme der ARD, des ZDF und des Schweizer Fernsehen (DRS).
Venedig anders gesehen von 1997 vermittelt in Form von oft surreal gemalten Collagen und in Fortzeichnung des Commedia-dell’arte-Personal eine andere Perspektive auf die Lagunenstadt, ihre Geschichte und ihre Bauten.

## Stil
Grasso bevorzugte die durchzogene, geschlossene Kontur, die in meist optimistischen, harmonierenden Farben gehaltene Flächen umfasst. Entsprechend der überwiegend lustigen Tendenz seiner Bild-Text-Kombination integrierte er in seine Illustrationen Elemente des landläufigen Comics durch Tier-Mensch-Karikaturen und Blasentexte. Rundungen und überbetonte Verdeutlichung alltäglicher Gebrauchsartikel zeigen seit den 70er Jahren den Einfluss der Pop-Art. Als «Sprachgärtner» und «Wort-Bild-Zauberer» setzte er die unendlichen Variationen des Kaleidoskops illustratorisch um. Über das gängige Buchformat hinaus waren sie ein geeignetes Medium zu monumentaler Außengestaltung. So entstand 1995 zum Thema So weit das Auge reicht – die Geschichte der optischen Telegrafie für das Frankfurter Museum für Post und Kommunikation eine 14 Meter lange Bildgeschichte auf 18 Bildtafeln inklusive eines großen Telegrafenmännchens auf dem Messeturm. Ähnliche Tendenzen, komische Gestalten zu vergrößern, prägen auch die Bildtafeln zur Geschichte des Marzipans, die 1999 für ein Museum der Firma Niederegger in Lübeck entstanden.

## Werke
Texte und Bilder von Mario Grasso
- 1975 Die Geschichte vom Jäger, Jo Fink Verlag, Basel.
- 1976 Metamorfosia,  Sphinx Verlag, Basel.
- 1980 Familie Braunbär, SJW, Zürich.
- 1982 Mario Grassos Drehbilderbuch, Beltz & Gelberg, Weinheim.
- 1983 Geburtstagsfeier,Beltz & Gelberg, Weinheim.
- 1983 Der schlaue Bär, Beltz & Gelberg, Weinheim.
- 1983 Überraschungen, Beltz & Gelberg, Weinheim.
- 1983 Falzcartoons, Otto Maier Verlag, Ravensburg.
- 1985 Knickbilder aus der Wundertüte Beltz & Gelberg, Weinheim.
- 1985 Mimmi und Tommi, Beltz & Gelberg, Weinheim.
- 1986 Heute tanzt der Tangobär, Beltz & Gelberg, Weinheim.
- 1987 Was brodelt im Topf?, Beltz & Gelberg, Weinheim.
- 1988 Mario Grassos Wörterschatz, Beltz & Gelberg, Weinheim.
- 1991 Zirkus Drehwurm, Beltz & Gelberg, Weinheim.
- 1997 Venedig – anders gesehen, Friedrich Reinhardt Verlag, Basel.
- 1997 Mario Grassos Spielebuch für die ganze Familie, Friedrich Reinhardt Verlag, Basel.
- 2001 Mario Grassos Katzenbuch, Friedrich Reinhardt Verlag, Basel.
- 2003 Der Ball ist kein Ball, Lappan Verlag, Oldenburg.
- 2008 Auf los gehts los,  Lappan Verlag Oldenburg.

Auswahl der zuletzt illustrierten Werke
- 2002 Mein Bett ist ein Boot, R. L. Stevenson, Lappan Verlag, Oldenburg.
- 2004 Die schönsten Märchen aus 1001 Nacht, Horst Künnemann,  Lappan Verlag, Oldenburg, ISBN 978-3-8303-1070-9.
- 2006 Gullivers Reisen, Jonathan Swift, Lappan Verlag, Oldenburg, ISBN 978-3-8303-1107-2.
- 2009 Die schönsten Märchen von Wilhelm Hauff, Lappan Verlag, Oldenburg, ISBN 978-3-8303-1140-9.
- 2009 Bibelgeschichten. Das Neue Testament, Gertrud Fussenegger, Lappan Verlag, Oldenburg, ISBN 978-3-8303-1149-2.
- 2010 Bibelgeschichten. Das Alte Testament, Gertrud Fussenegger, Lappan Verlag, Oldenburg, ISBN 978-3-8303-1148-5.
- 2011 Die Abenteuer des Pinocchio. Carlo Collodi, Lappan Verlag, Oldenburg, ISBN 978-3-8303-1150-8.
- 2014 Die schönsten Märchen aus Tausendundeiner Nacht. Horst Künnemann, Mario Grasso, Annette Betz in der Ueberreuter Verlag GmbH, Berlin, ISBN 978-3-219-11593-2.
- 2014 Die schönsten Märchen von Wilhelm Hauff. Mario Grasso, Annette Betz Verlag in der Ueberreuter Verlag GmbH, Berlin, ISBN 978-3-219-11595-6.
- 2015 Der Rollibock vom Aletschgletscher Mario Grasso, Rollibockverlag, Fiesch.Wallis, ISBN 978-3-9524460-2-7.

Lizenzausgaben
- Mario Grassos Spielebuch für die ganze Familie: Polen, Slowenien, Litauen, Tschechien.
- Die schönsten Geschichten aus Tausendundeiner Nacht: Korea, Polen, China.
- Auf los gehts los: Korea.

## Auszeichnungen
- 1982 Troisdorfer Bilderbuchpreis.
- 1983 Stiftung Buchkunst, Frankfurt am Main. „Die schönsten deutschen Bücher 1983“ für Falz-Cartoons.
- 1986 Mimmi und Tommi. Bestes Spielebuch des Jahres (BRD).
- 1987 Ehrenliste der IBBY (THE INTERNATIONAL BOARD ON BOOKS FOR YOUNG PEOPLE), eine weltweite Auslese der besten Beispiele zeitgenössischer Kinder- und Jugendliteratur für Heute tanzt der Tangobär.
- 1991 Stiftung Buchkunst, Frankfurt am Main. „Die schönsten deutschen Bücher 1991“ für Zirkus Drehwurm.
- 1998 Die besten 7 Bücher für junge Leser (Deutschlandfunk/Focus) für Venedig – anders gesehen.

## Ausstellungen
- 1989 ART FAIR London
- 1989 Tokio, Asian Cultural Centre of UNESCO
- 1989 ART FAIR Los Angeles
- 1997 Galerie Carzaniga & Ueker, Basel
- 2001 Kulturamt Köln, Italienisches Kulturinstitut
- 2003 Kulturamt Köln, Moltkerei Werkstatt
- 2005 Kulturamt Köln, Stadtbibliothek Mülheim
- 2006 Kulturamt Oldenburg, Artothek
- 2006/2007 Museum der Kulturen, Basel